# Stephan Mariacher
Stephan Mariacher (* 26. Dezember 1860 in Klausen; † 5. Februar 1937 in Stams) war ein österreichischer Zisterzienser und Abt des Stiftes Stams von 1895 bis 1937.

## Leben
Mariacher trat 1881 in das Stift Stams in Tirol ein, wurde 1885 zum Priester geweiht und, nach zehn Jahren Einsatz in der Pfarrseelsorge, 1895 zum Abt gewählt. Als solcher ließ er die gesamte Klosteranlage renovieren und die Wirtschaftsgebäude modernisieren (u. a. Bau eines Elektrizitätswerks). 1902 gründete er eine theologische Hauslehranstalt und 1925 eine Oblatenschule. 1923 schloss er das Stift Stams der Mehrerauer Kongregation an, zu der es bis heute gehört. 1934 gründete er das Priorat Untermais bei Meran, wo das Stift schon seit dem Mittelalter umfangreichen Landbesitz hatte. Er starb 1937. Zwei Jahre nach seinem Tod wurde das Stift Stams von den Behörden aufgehoben und die Stiftsgebäude beschlagnahmt.